# George Wendt
George Robert Wendt, Jr. (ur. 17 października 1948 w Chicago, zm. 20 maja 2025 w Los Angeles) – amerykański aktor i komik. Najlepiej znany z roli Norma Petersona  w serialu komediowym Zdrówko (1982-93); za którą otrzymał 6 nominacji do nagrody Emmy.

## Wybrana filmografia
Filmy:
- Dzień weselny (1978) jako pracownik cateringu
- Bronco Billy (1980) jako barman
- Gdzieś w czasie (1980) jako student
- Spokojnie, to tylko awaria (1982) jako bagażowy
- Wielkie uczucie (1984) jako Jake
- Ucieczka w sen (1984) jako Charlie Prince
- Ważniak (1984) jako Carl Sweeney
- Dom (1985) jako Harold Gorton
- Fletch (1985) jako "Gruby" Sam
- Gung Ho (1986) jako Buster
- Mistrzowie strachu (1990) jako dr Jack Erheart
- Czarna lista Hollywood (1991) jako Bunny Baxter
- Wiecznie młody (1992) jako Harry Finley
- Klan urwisów (1994) jako pracownik składu drewna
- Zakładnik z wyboru (1994) jako Warren Kooey
- Pan domu (1995) jako Chet Bronski
- Kowboje przestrzeni (1996) jako Keller
- Spice World (1997) jako Martin Barnfield
- Alicja w Krainie Czarów (1999) jako Fred Tweedledee
- Prawa młodości (1999) jako Joey
- Mistrz przekrętu (2000) jako Archie
- Król mrówek (2003) jako "Duke" Wayne
- Edmond (2005) jako właściciel lombardu
- Uczniowie zmieniają świat (2005) jako trener Thompson
- Córka Mikołaja (2006) jako Święty Mikołaj
- Dziwne przypadki (2008) jako Chuck
- Dzieciaki rządzą (2009) jako dyrektor zarządu
- Świąteczne psiaki (2009) jako Święty Mikołaj
- Świąteczna randka (2012) jako pan Destiny
- Do zakochania siedem lat (2012) jako pan Henderson
- Sandy Wexler (2017) jako świadek
- Zgubiłam swoje ciało (2019) – Gigi (głos)
- Gwiazdka reporterki (2019) jako Manny O'Quinn
- Klub weteranów (2019) jako Thomas Zabriski
- Ekstaza (2019) jako Pops
- Pod górkę (2019) jako Jim
- Jak nie zwariować w Święta (2022) jako Robert Campbell

Seriale TV:
- Taxi (1978-83) jako eksterminator (gościnnie, 1981)
- M*A*S*H (1972-83) jako szeregowy La Roche (gościnnie, 1982)
- Strefa mroku (1985-89) jako Barney Schlesinger (gościnnie, 1986)
- Zdrówko (1982-93) jako Norm Peterson (jedna z głównych ról)
- Opowieści z krypty (1989-96) jako pan Crosswhite (gościnnie, 1991)
- Kroniki Seinfelda (1989-98) – w roli siebie samego (gościnnie, 1992)
- Skrzydła (1990-97) jako Norm Peterson (gościnnie, 1990)
- Columbo jako Graham McVeigh w odc. pt. Dziwna znajomość z 1995
- Naga prawda (1995-98) jako Les Polansky (gościnnie w 3 odcinkach z 1997)
- Spin City (1996-2002) jako Dan Donaldson (gościnnie, 1996)
- Sabrina, nastoletnia czarownica (1996-2003) jako Mike Shelby  (gościnnie w 6 odcinkach)
- Jak pan może, panie doktorze? (1998-2004) jako Frank (gościnnie, 2002)
- Frasier (1993-2004) jako Norm Peterson (gościnnie, 2002)
- Mistrzowie horroru (2005-08) jako Harold Thompson (gościnnie, 2006)
- Zaklinacz dusz (2005-10) jako George, hydraulik (gościnnie, 2010)
- Rozpalić Cleveland (2010-15) jako Yoder (gościnnie, 2011)
- Kirstie (2013-14) jako Duke (gościnnie, 2014)
- Przepis na amerykański sen (2015-20) jako Harv (gościnnie, 2018)
- Goldbergowie (2013-23) jako Ned Frank (gościnnie, 2019)